# ابن معتوق الموسوي
شهاب الدين بن معتوق الموسوي الحويزي هو شاعر عربي بليغ من أهل الأحواز (الأهواز)، ولد في مدينة البصرة عام 1025هـ الموافق عام 1616م، وتوفي عام 1676م. يعتبر أول من نظم البند هو في شعر عربي.
ولقد اصابه مرض الفالج في أواخر حياته، وكان له ابن اسمه معتوق جمع أكثر ديوان شعره في ديوان سماه: ديوان شهاب الدين. 
وقد جمع ديوانه ولده معتوق والذي اشتهر باسمه والصواب ديوان أبي معتوق لأنه ليس في أجداده من اسمه معتوق، ولقد كان يسمى في الأصل ديوان أبي معتوق ثم قيل ابن معتوق لأنه أخف على اللسان كما صرح بذلك السيد محسن الأمين في (أعيان الشيعة) ج3 ص175 نقلاً عن ملحق السلافة وكتاب الأنوار كما اشار المحقق الشيخ آغا بزرك الطهراني في (الذريعة إلى تصانيف الشيعة) ج9 ق1 ص29 إلى هذا الشيء في ذكره لديوان الشاعر أبي معتوق فقال (جمع الديوان ولد الناظم معتوق بن شهاب الدين بعد موت والده ورتبه على ثلاثة فصول: المدائح والمراثي والمتفرقات.. الخ) ثم قال: (وطبع مرة على الحجر بمصر عام 1271هـ وأخرى على الحروف بمطبعة شرف عام 1302هـ وأخرى بالإسكندرية عام 1290هـ، وأخرى ببيروت عام 1885م).

## وفاته
توفي شهاب الدين في عام 1087هـ/ 1676م.